# Romain Feillu

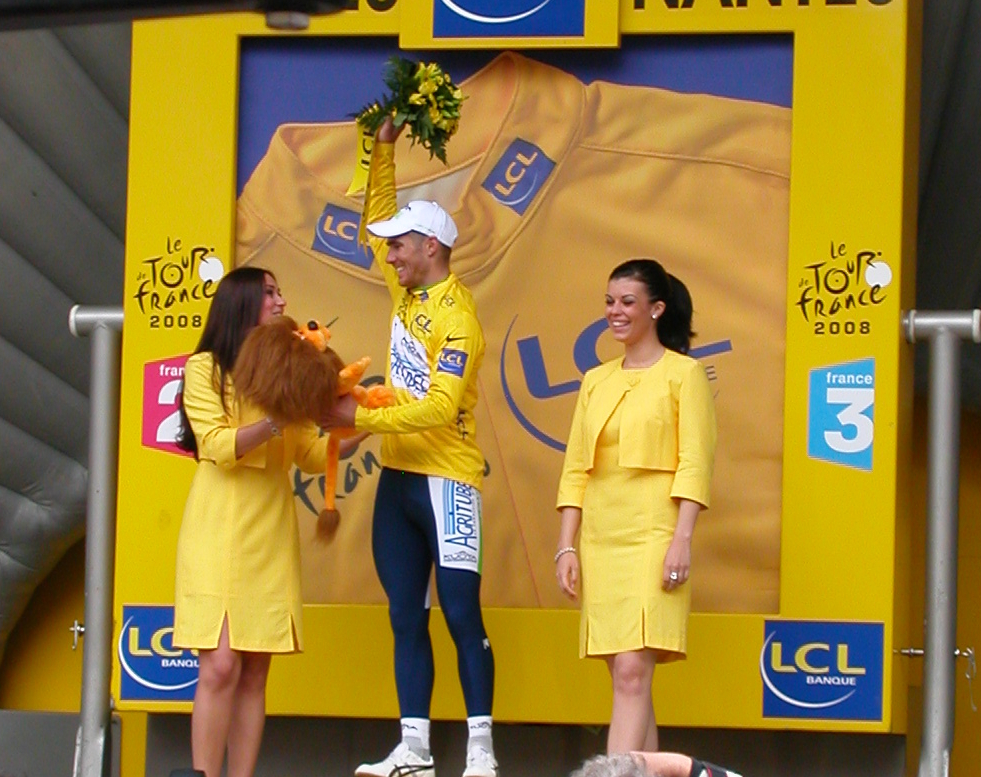
Romain Feillu al Tour de França de 2008, 3a etapa

Romain Feillu (Châteaudun, 16 d'abril de 1984) és un ciclista francès que fou professional del 2007 al 2019.
Les seves victòries més importants són la París-Bourges i el Tour of Britain, el 2007. Amb tot, cal destacar que el 2008 va vestir el mallot groc del Tour de França durant una etapa.
És germà del també ciclista Brice Feillu.

## Palmarès
- 2006
  - 1r al Tour de la Somme
- 2007
  - 1r a la París-Bourges
  - 1r al Boucles de l'Aulne
  - 1r al Tour of Britain
  - Vencedor d'una etapa de la Volta a Luxemburg
- 2008
  - 1r al Boucles de l'Aulne
- 2009
  - 1r al Gran Premi de Fourmies
  - Vencedor d'una etapa del Tour de Picardia
  - Vencedor d'una etapa del Tour del Llemosí
- 2010
  - 1r al Gran Premi de Fourmies
  - Vencedor d'una etapa de la Volta a Burgos
  - Vencedor d'una etapa del Tour de l'Ain
- 2011
  - 1r al Tour de Finisterre
  - 1r al Tour de Picardia i vencedor d'una etapa
  - Vencedor de 3 etapes del Tour del Mediterrani
  - Vencedor d'una etapa de la Volta a Luxemburg
  - Vencedor d'una etapa del Circuit de Lorena
- 2014
  - Vencedor d'una etapa de la Ronda de l'Oise
- 2015
  - 1r a la Ruta Adélie de Vitré

### Resultats al Tour de França
- 2007. Abandona (8a etapa)
- 2008. Abandona (19a etapa).  Porta el mallot groc durant 1 etapa
- 2009. Abandona (12a etapa)
- 2011. No surt (12a etapa)
- 2014. 150è de la classificació general

### Resultats al Giro d'Itàlia
- 2012. Abandona (6a etapa)